# Xenon 2 Megablast
Xenon 2 Megablast es un videojuego producido inicialmente para Amiga y Atari ST. Más tarde se hicieron versiones para PC, Master System, Mega Drive, Acorn Archimedes y Game Boy. Es la secuela de Xenon. Fue diseñado por los hermanos Bitmap (aunque lo programó The Assembly Line). Se convirtió en uno de sus títulos más conocidos y en un clásico del género.

## Argumento
Los Xenitas, tras la derrota sufrida en el conflicto galáctico (que tuvo lugar en el primer Xenon), han decidido borrar de la historia esos acontecimientos. Para ello, han colocado cuatro bombas en zonas espacio-temporales. El jugador, en el papel de piloto de megablaster, tiene que enfrentarse a la peculiar fauna de cada zona y eliminar al animal más grande. Las bombas están fusionadas con estos animales y quedan desactivadas al perecer estos.
- Datos: Q1738113